# سقف وافل

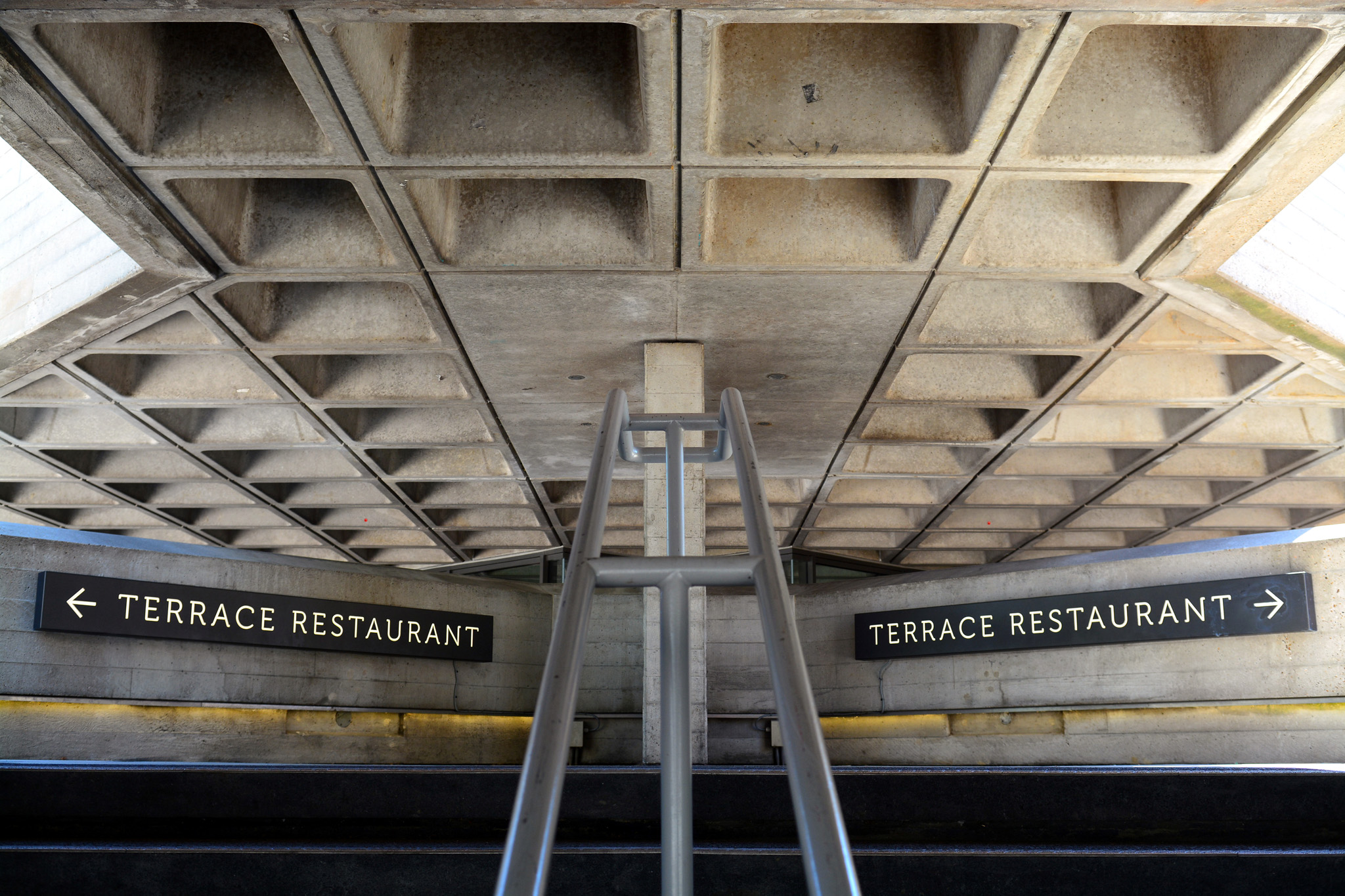
ساختار شبکه ای سطح زیرین دال وافل

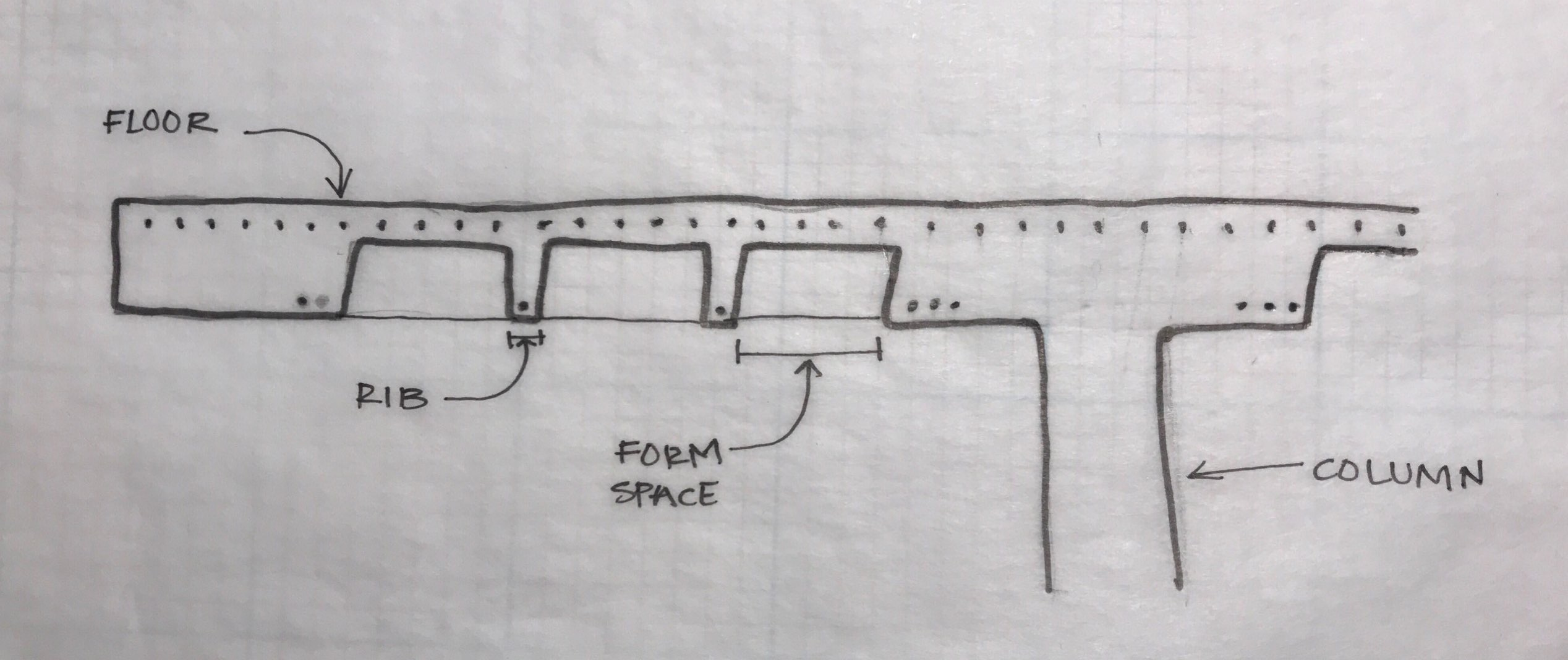
مقطع دال وافل شامل تیر، تیرچه و سر ستون

نوعی از سقف مشبک هستند. این نوع سقف که مانند دال دوطرفه عمل می‌کند دارای هزینه اجرای نسبتاً کمتری نسبت به انواع روش‌های مرسوم سقف‌های دال مجوف از جمله کوبیاکس، یوبوت و نیز هزینه بسیار پایین‌تر نسبت به سازه‌های عرشه فولادی و تیرچه بلوک می‌باشد. در این نوع سقف نیازی به میلگردهای تقویتی و اتصال آنها به تیرها نمی‌باشد بنابراین می‌تواند از زمان اجرای کمتری نیز برخوردار باشد.
سیستم قالب بندی این نوع دال قابلمه ای است و این سقف دارای وزن کمتری نسبت به بقیه دال‌ها می‌باشد. این نوع دال برای پوشاندن دهانه‌های وسیع مناسب است و چون دو طرفه می‌باشد در هر چهار طرف خود دارای تکیه گاه می‌باشد. البته این نوع سقف دارای نوع یکطرفه یا به عبارتی دال یک طرفه نیز می‌باشد که می‌توان از آن به جای تیرچه بلوک استفاده نمود که به دلیل حذف فوم منجر به کاهش هزینه اجرا می‌شود.

## مزایا و معایب سقف وافل

### مزایا
- دال وافل سبک است و مقدار کمی بتن نیاز دارد، بنابراین مقرون به صرفه است.
- حجم بتن و فولاد مورد نیاز کم است و در نتیجه می‌توان از قالب‌های سبک استفاده کرد.
- ظرفیت باربری دال وافل بیشتر از دیگر دال‌ها است.
- استفاده از سقف و قالب وافل موجب کم شدن تعداد ستون ها در ساختمان می شود.[۵]

### معایب
- به دلیل سبک بودن برای مناطقی با بادهای شدید یا مناطقی با جریان‌های سیکلونیک مناسب نیست.[۶]
- اگر از تأسیسات عبور داده شده در دال وافل به خوبی نگهداری نشود، دال دچار آسیب دیدگی خواهد شد.[۷][۸]

## فرآیند ساخت
سقف وافل را می‌توان به روش‌های مختلفی ساخت، اما برای ایجاد شکل وافل به قالب‌های عمومی نیاز است. قالب از عناصر زیادی تشکیل شده است: غلاف‌های وافل، تکیه‌گاه‌های افقی، تکیه‌گاه‌های عمودی، اتصالات مکعبی، صفحات سوراخ‌دار، گیره‌ها و میله‌های فولادی. ابتدا تکیه‌گاه‌ها ساخته می‌شوند، سپس غلاف‌ها در محل قرار می‌گیرند و در نهایت بتن ریخته می‌شود. این فرآیند ممکن است در سه رویکرد مختلف انجام شود، اما روش اصلی در هر سه مورد یکسان است: 
- درجا: ساخت قالب و ریختن بتن در محل انجام می‌شود، سپس دال (در صورت نیاز) مونتاژ می‌شود.
- پیش‌ساخته: دال‌ها در جای دیگری ساخته می‌شوند و سپس به محل آورده شده و مونتاژ می‌شوند.
- پیش‌ساخته: آرماتورها در حین ساخت، بدون نیاز به تقویت مونتاژ در محل، در دال ادغام می‌شوند. این گران‌ترین گزینه است.[۱۰]